# Jakob Zellweger

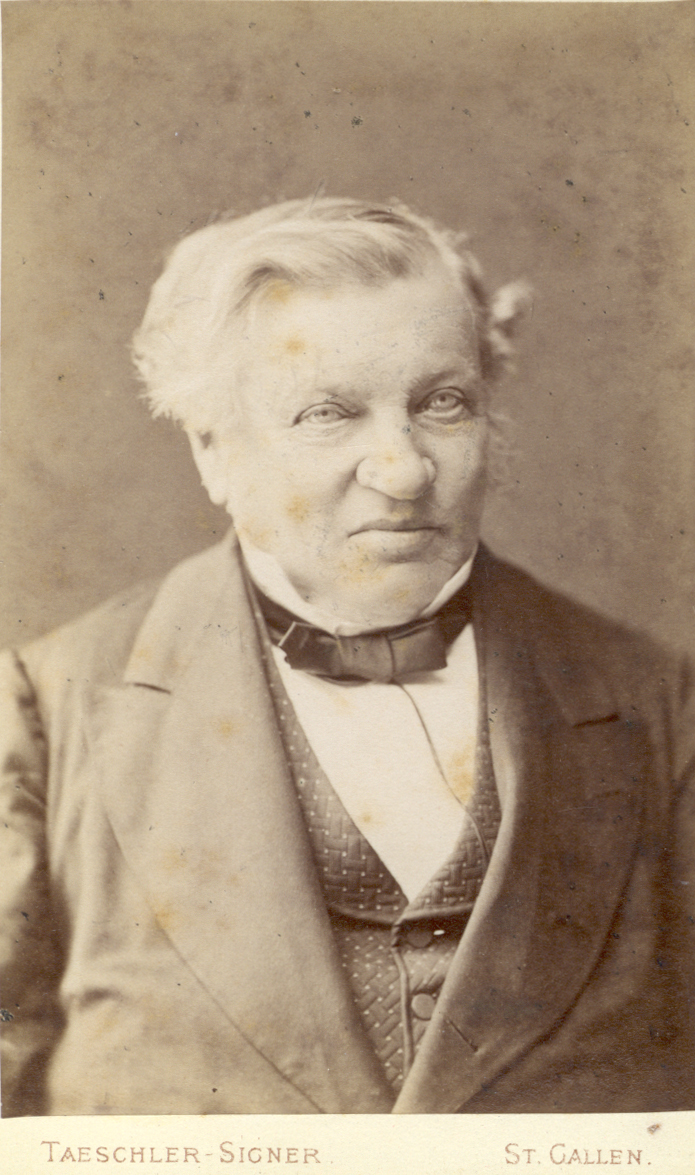
Jakob Zellweger

Jakob Zellweger III (1805 - 1873) was een Zwitsers politicus.

## Biografie
Jakob Zellweger stamde uit een oud Ausserrhoder geslacht van bestuurders. Zijn moeder was Anna Barbara Zellweger. Hij was zelf een conservatief politicus die gekant was tegen hervormingen. Tussen 1839 en 1848 was hij meerdere malen Regierend Landammann (dat wil zeggen regeringsleider) van het kanton Appenzell Ausserrhoden.

## Landammann
- 1839 - 26 april 1840
- 24 april 1842 - 28 april 1844
- 28 april 1846 - 26 april 1848